# Crassula saxifraga

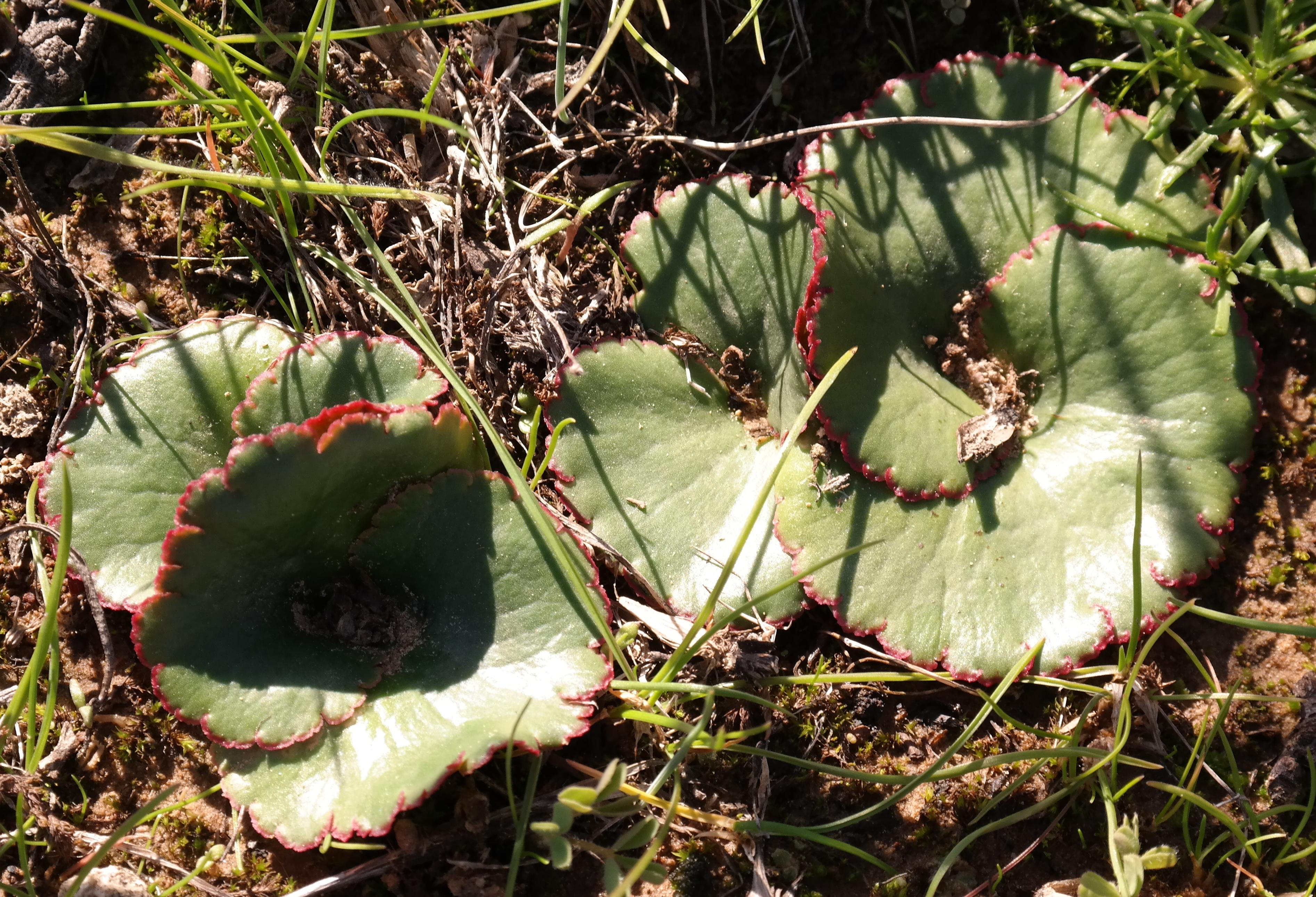
Blad av Crassula saxifraga

Crassula saxifraga är en fetbladsväxtart som beskrevs av William Henry Harvey. Crassula saxifraga ingår i släktet krassulor, och familjen fetbladsväxter. Inga underarter finns listade i Catalogue of Life.